# Bleomicina
La  bleomicina è un antibiotico dei glicopeptidi, di indicazione specifica contro alcune forme tumorali.

## Meccanismo d'azione
La bleomicina è un piccolo peptide che legandosi al DNA (grazie al nucleo bistiazolico) ne apre i filamenti e produce radicali liberi (grazie agli N) i quali ossidano lo stesso e provocano aberrazioni cromosomiche.
La tossicità è selettiva dal fatto che i tessuti sani presentano bleomicina idrolasi che detossifica la molecola con nucleo bistiazolico. La pelle e i polmoni ne sono sprovvisti e pertanto risentono della sua tossicità.

## Indicazioni
Viene utilizzato come terapia contro carcinoma testicolare, linfoma di Hodgkin e carcinoma a cellule squamose della testa e del collo. Inoltre viene considerato anche in dermatologia contro le verruche.

## Controindicazioni
Da evitare in caso di gravidanza, allattamento, ipersensibilità nota al farmaco e presenza del fenomeno di Raynaud, inoltre è sconsigliato in caso di anemie e d'epatopatie gravi. Usare con cautela in caso di pazienti anziani e con disturbi polmonari o nefrologici.

## Dosaggi
Si somministra per via endovenosa o intramuscolare per le forme tumorali.

## Effetti indesiderati
Dolore, bruciore, alopecia, eritema, tumefazione, fibrosi polmonare ed effetti teratogeni.